# Лукошино
Лукошино (рос. Лукошино) — присілок у Купинському районі Новосибірської області Російської Федерації.
Входить до складу муніципального утворення Лягушенська сільрада. Населення становить 617 осіб (2010).

## Історія
Згідно із законом від 2 червня 2004 року органом місцевого самоврядування є Лягушенська сільрада.

## Населення
| 2002 | 2007 | 2010 |
| ---- | ---- | ---- |
| 597  | ↘587 | ↗617 |